# Хейат, Джавад
Джавад Хейат (азерб. Cavad Heyət, перс. جواد هیئت‎; 24 мая 1925, Тебриз — 12 августа 2014, Баку) — иранский хирург и писатель. Провёл первую операцию на открытом сердце в Иране и был личным врачом аятоллы Хаменеи, когда тот был президентом Ирана в 1980-х годах. Издатель и редактор-основатель журнала Varliq, который был им основан в 1979 году в Тегеране. Лауреат многочисленных почётных степеней университетов Турции и Азербайджана.

## Биография
Родился в 1925 году в Тебризе, на северо-западе Ирана, и принадлежал к аристократической иранско-азербайджанской семье. Его отец, Али Хейат, был главным судьёй при династии Пехлеви. Джавад посещал начальную и среднюю школу в Тебризе, а затем переехал в столицу Тегеран, где учился в медицинской школе. Затем поступил в медицинскую школу за границей, сначала в Стамбуле, а затем в Париже, чтобы специализироваться в области кардиологии. Вернувшись в иранскую столицу, Хеят сделал замечательную медицинскую карьеру в больнице Хедаят, где он провёл первую в Иране операцию на открытом сердце. Джавад Хейат был автором более 80 статей на персидском языке и 20 статей на английском и французском языках для медицинских журналов. После Исламской революции стал профессором хирургии Исламского университета Азад в Тегеране, где опубликовал три руководства по хирургии. Одновременно написал несколько книг по истории и языку исторического азербайджанского региона Ирана. В 1983 году ненадолго переехал в США, чтобы принять участие в первой конференции тюркологов в Университете Индианы. Там он представил доклад, посвящённый азербайджанскому турецкому языку и литературе до и после революции. 
По словам Жиля Рио, Хейат был «ведущей фигурой в иранском медицинском сообществе» и «признанным экспертом по турецким делам в Анкаре и других странах».

## Взгляды
Придерживался идей пантюркизма. В своих академических трудах по истории и литературе занимал турецкую националистическую позицию. В своих произведениях утверждал, что персидский поэт Низами Гянджеви был турком.